# Gerald Steffe
Gerald Steffe, född 1939 i Österrike, är en österrikisk-svensk målare och grafiker.
Steffe studerade vid Konstfackskolan i Linz, Österrike 1954-1958, Akademie der bildenden Künste Wien 1959-1961. Han flyttade i början av 1960-talet till Stockholm och antogs 1964 som hospitant vid Kungliga konsthögskolan där han studerade 1964-1969. Separat ställde han bland annat ut på Galleri Två fönster 1964 och Galleri Karlsson i Stockholm 1965. Han medverkade i utställningen Ung generation 65 i Hägersten och tillsammans med Grupp X i Nyköping, Uppsala, Västerås och Stockholm. Hans konst består av en wiensk efterkrigssurrealism med deformerade gestalter utförda i olja eller etsning. Steffe är representerad vid Moderna museet i Stockholm och Kalmar konstmuseum.